# Kreisschulbaukasse
Die Kreisschulbaukasse ist ein zweckgebundenes Sondervermögen niedersächsischer Landkreise zur Finanzierung von Schulbaumaßnahmen (§ 117 Niedersächsisches Schulgesetz). Aus ihr erhalten sowohl die Landkreise als auch kreisangehörige Gemeinden Zuwendungen für ihre Schulbaumaßnahmen. Die Zuwendungen können nicht rückzahlbare Zuweisungen oder Darlehen sein.
Die Mittel der Kreisschulbaukasse werden zu zwei Dritteln von den Landkreisen und zu einem Drittel von den kreisangehörigen Gemeinden und Samtgemeinden aufgebracht. Verwaltet wird die Kreisschulbaukasse durch die Landkreise.
Die Kreisschulbaukasse kann abgeschafft werden, wenn alle Gemeinden des Landkreises damit einverstanden sind.
Nach der Abschaffung müssen alle Gemeinden ihre Kosten für Baumaßnahmen und Instandsetzungen in vollem Umfang wieder selbst tragen.